# Chelostoma maidli
Chelostoma maidli är en biart som först beskrevs av Raymond Benoist 1935.  Chelostoma maidli ingår i släktet blomsovarbin, och familjen buksamlarbin.

## Underarter
Arten delas in i följande underarter:
- C. m. maidli
- C. m. seidenstueckeri